# Partido de la Alianza de Irlanda del Norte
El Partido de la Alianza de Irlanda del Norte (Alliance Party of Northern Ireland) es un partido político de Irlanda del Norte, fundado en 1970 por unionistas partidarios de las reformas de Terence O'Neill, y que pretende superar la diferencia entre las comunidades católica y protestante y hacer de puente entre ambas. Mantiene vínculos con los Liberal Demócratas y es miembro de la Internacional Liberal y del Partido de la Alianza de los Liberales y Demócratas por Europa. Cree que el causante de los problemas, más que la división política de Irlanda, es la división entre católicos y protestantes, y que hay que superarla.

## Historia
Fue fundado mediante los esfuerzos del Movimiento Nuevo Ulster (NUM), fundado en 1969 con la pretensión de hacer de grupo de presión dentro del Partido Unionista del Ulster (UUP) para que aceptara las reformas de O'Neill. La imposibilidad de conseguirlo les hizo crear el 21 de abril de 1970 en nuevo partido que fuera una alternativa no sectaria en UUP y el NILP. Es partidario del unionismo, pero basado en los lazos económicos más que en los étnicos y bajo el principio del consenso.
En 1972 se le unieron tres diputados de la Asamblea de Stormont (uno del UUP, un nacionalista y un independiente) y un unionista de Westminster. En las elecciones de distrito de 1973 sacó el 13,6% de los votos y las generales de 1973 el 9,2% y 8 escaños; Oliver Napier y Bob Cooper formaron parte del gobierno que se disolvió en 1974, en las elecciones de distrito de 1977 sacan el 14,4% y 74 consejeros. En las elecciones al Parlamento del Reino Unido de 1979 Oliver Napier estuvo a punto de obtener escaño en Westminster, pero lo ganó Peter Robinson (DUP) por 928 votos.

## Evolución posterior
Su progresión se vio dañada por la huelga de hambre del IRA de 1981, que polarizó la política y elevó al Sinn Féin como alternativa política. Apoyó el Acuerdo Anglo- Irlandés de 1985. En las elecciones al Parlamento del Reino Unido de 1987 sacó el 10% de los votos, y John Alderdice el 32% en West Belfast. En 1988 publicó una nota mostrándose favorable a la devolución de poderes con consenso.
Tras el alto el fuego del IRA de 1994 fue el primer partido no católico en dialogar con el Sinn Féin y apoyar el Acuerdo de Viernes Santo. Sin embargo, obtuvo malos resultados en las elecciones a la Asamblea de Irlanda del Norte de 1996 y en las de 1998, donde obtuvo el 6,5% y 6 escaños. Fue perjudicado por la aparición de una nueva fuerza centrista y transcomunitaria , la Coalición de Mujeres de Irlanda del Norte (NIWC), por la moderación reciente tanto del Sinn Féin como del UUP, y las nuevas normas de la Asamblea de Irlanda del Norte, que facilitaba la formación de bloques. Alderdice dimitió poco después y nombraron a Séan Neeson líder, que dimitió en 2001 y fue sustituido por David Ford, diputado por South Antrim .
En las elecciones generales de Irlanda del Norte de 2003 mantuvo resultados pero bajó el 3,7%, mientras que NIWC desapareció. En las elecciones al Parlamento del Reino Unido de 2005 obtuvo el 3,9%, y las locales 2005 el 5% y 30 consejeros locales. En las generales de 2007 obtiene el 5,2% y 6 escaños, pero su voto se concentró en el Gran Belfast y Coleraine, y se perdió en Antrim.

## Elecciones a la Asamblea de Irlanda del Norte
| Elecciones | Líder          | # de votos   | % de votos | Escaños | +/-         |
| ---------- | -------------- | ------------ | ---------- | ------- | ----------- |
| 1973       | Oliver Napier  | 66 541 (#6)  | 9,2%       | 8/78    | Nuevo       |
| 1975       | Oliver Napier  | 64 657 (#5)  | 9,8%       | 8/78    | Sin cambios |
| 1982       | Oliver Napier  | 58 851 (#5)  | 9,3%       | 10/78   | 2           |
| 1996       | John Alderdice | 49 176 (#5)  | 6,5%       | 7/110   | 3           |
| 1998       | John Alderdice | 52 636 (#5)  | 6,5%       | 6/108   | 1           |
| 2003       | David Ford     | 25 372 (#5)  | 3,7%       | 6/108   | Sin cambios |
| 2007       | David Ford     | 36 139 (#5)  | 5,2%       | 7/108   | 1           |
| 2011       | David Ford     | 50 875 (#5)  | 7,69%      | 8/108   | 1           |
| 2016       | David Ford     | 48 447 (#5)  | 7,00%      | 8/108   | Sin cambios |
| 2017       | Naomi Long     | 72 717 (#5)  | 9,1%       | 8/90    | Sin cambios |
| 2022       | Naomi Long     | 116 681 (#3) | 13,5%      | 17/90   | 9           |